# Sumidouro
Sumidouro es un municipio brasileño del estado del Río de Janeiro. Se localiza a 22º02'59" de latitud sur y 42º40'29" de longitud oeste, a 355 metros de altitud. Posee 15.099 habitantes (2014), y ocupa un área de 395,516 km², subdividida en cuatro distritos: Sumidouro (sede), Campinas, Doña Mariana y Soledade.
El municipio limita con Nova Friburgo, Teresópolis, Carmo, Sapucaia y Dos Barras.

## Turismo
En Sumidouro se localiza la Cascada Conde d'Eu, próxima a Doña Mariana, considerada como la mayor cascada del estado de Río de Janeiro, con 127 metros de caída.